# Tschirnhaus

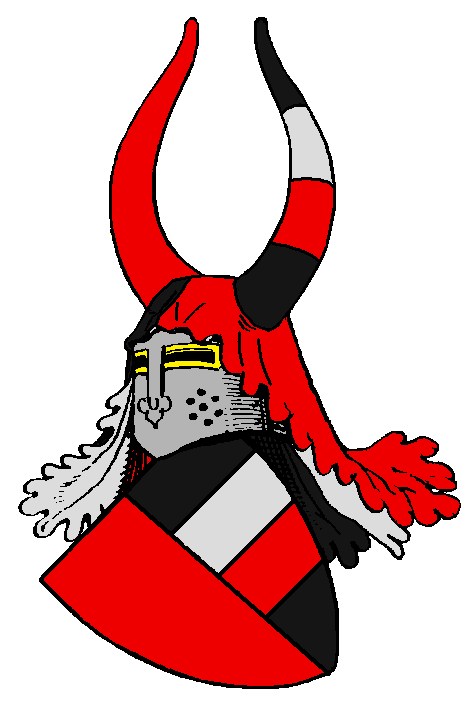
Stammwappen derer von Tschirnhaus

Tschirnhaus (auch Tschirnhauß, fälschlich Tschirnhausen) ist der Name eines oberlausitzischen Uradelsgeschlechts.

## Geschichte
Der schlesische Historiker Johann Sinapius berichtete von einer Legende nach dem sich der Name Tschernhaus von zwei Brüdern ableitet, welche im 7. Jahrhundert ein hohes Haus erbauten und sich danach Czernaus nannten. Dieses Geschlecht hatte sein Stammhaus in Tschernhausen bei Seidenberg. Erster Vertreter des Geschlechts war Heinrich Scerhusen, der 1385 urkundlich zuerst auftaucht. Die Stammreihe des Geschlechts beginnt 1442 mit Hans Czirnhause. 
Otto von Tschirnhaus, möglicherweise Vasall der Burggrafen von Dohna erscheint 1387 in einer Verkaufsurkunde von Kleinschönau als Zeuge. 1388 verkaufte ein Albrecht von Czirnhuse das Dorf Deutsch Ossig bei Görlitz. 1447 diente Hans von Tschirnhaus als Hauptmann von Friedland im Herzogtum Schweidnitz-Jauer.  Ab 1494 hatte den Tschirnhaus das Burglehen Bolkenhain gehört. Katharina von Lichtenburg, Gemahlin des Hans Tschirnhaus, verzichtete 1532 auf ihr Recht und Leibgedinge auf Schloss und Stadt Bolkenhain, und sämtliche Tschirnhaussche Erben quittierten am 7. Mai über den Empfang der Pfandsumme, sodass der Breslauer Bischof Jakob von Salza nun rechtmäßig Besitzer war.
Später teilte sich das Geschlecht in zwei Häuser: Mittelwalde in der Grafschaft Glatz und Wederau im Herzogtum Jauer. 1572 erscheint Christoph von Czernhaus als Besitzer des gleichnamigen böhmischen Stammhauses. Während die böhmische Linie darauf erlosch, breitete sich das Geschlecht in Schlesien weiter aus. Das Haus Mittelwalde wurde in Prag 1606 in den erbländisch-österreichischen Freiherrenstand erhoben, das Haus Wederau erhielt 1721 den Grafenstand. In der ersten Hälfte des 19. Jahrhunderts bestand die Familie nur noch aus wenigen Gliedern. Der freiherrliche und gräfliche Zweig war bereits erloschen. In jener Zeit besaß Eduard von Tschirnhaus noch das Dorf Nieder-Baumgarten.

## Besitzungen (Auswahl)
- Bolkenhain
- Habelschwerdt
- Kieslingswalde
- Mittelwalde
- Nieder Baumgarten
- Ober Baumgarten
- Wederau

## Wappen

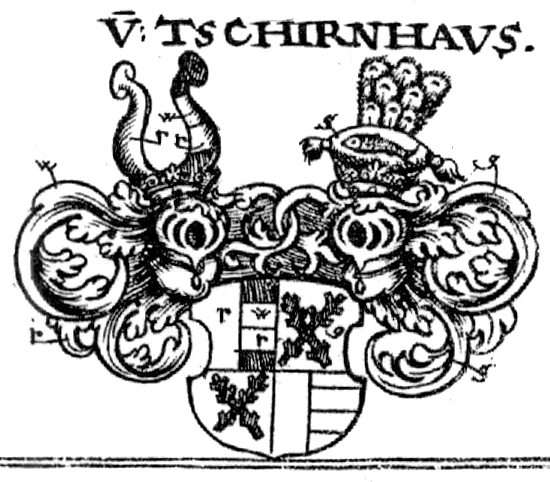
Wappen derer Freiherren von Tschirnhaus

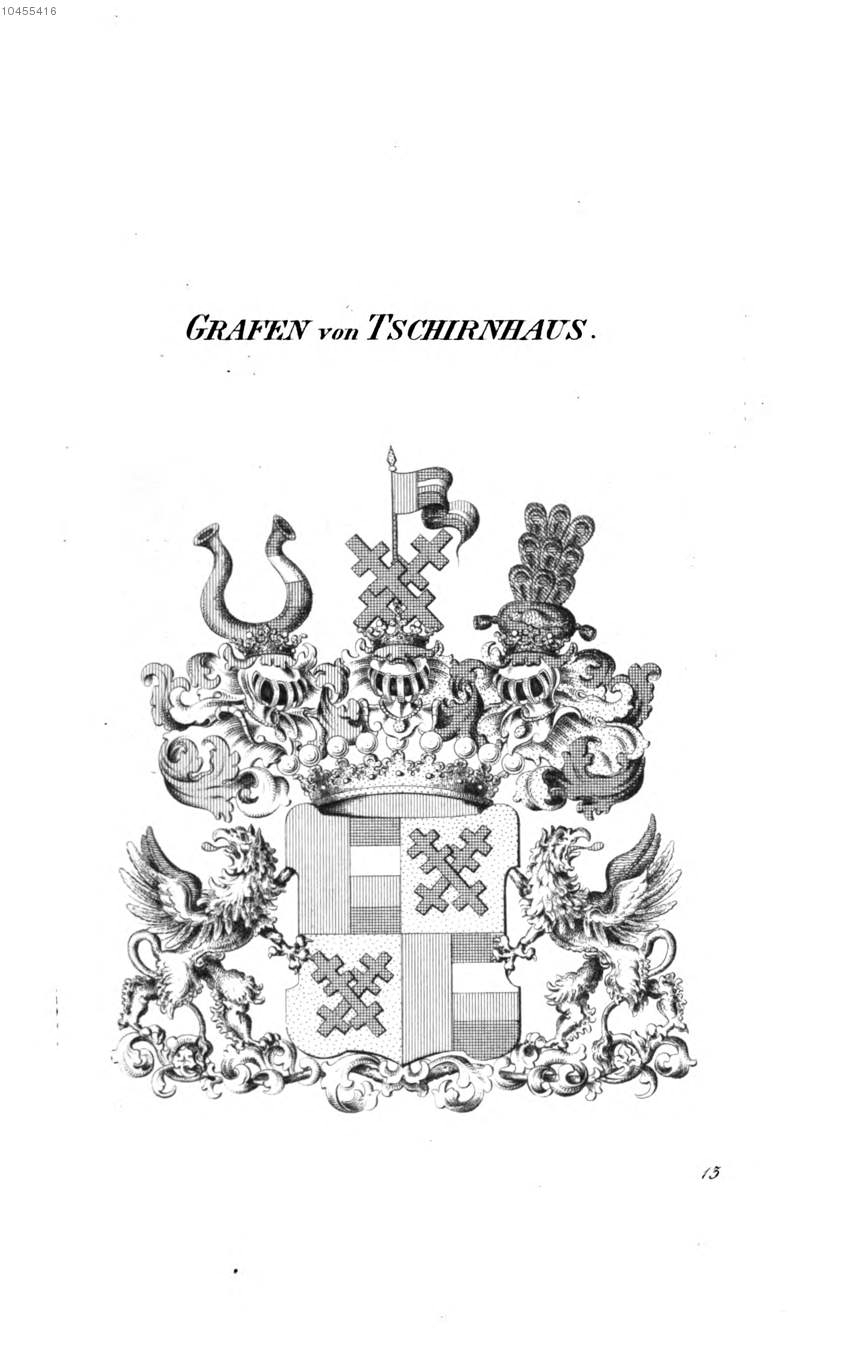
Gräfliches Wappen

- Stammwappen: Gespalten, rechts rot ohne Bild, links von Schwarz, Silber, Rot und Schwarz geteilt. Auf dem Helm mit schwarz-rot-silbernen Decken zwei wie die Schildhälften bezeichneten Büffelhörner.

- Freiherrliches Wappen: Geviert, wobei im 1. und 4. Feld das Stammwappen steht, im 2. und 3. in Gold zwei geschrägt abgehauene schwarze Baumstämme (Wappen der Berka von Dubá[7] bzw. der stammverwandten von Lichtenburg). Es hat zwei Helme, rechts der des Stammwappens, links mit schwarz-goldenen Decken vor einem aus sechs Federn bestehenden natürlichen Pfauenschweif ein rotes Kissen mit gelben Quasten. Darauf ein silberner Karpfen (von Lichtenburg).

- Gräfliches Wappen: Entspricht dem freiherrlichen, hat aber drei Helme; rechts der Stammhelm, auf dem mittleren mit rechts rot-silbernen, links schwarz-golden Decken die geschrägten Baumstämme vor einer links hinwehenden wie der Schild des Stammwappens bezeichneten Fahne; links der Helm von Lichtenburg. Als Schildhalter stehen zwei widersehende goldene Greife.

## Personen
- Ehrenfried Walther von Tschirnhaus (1651–1708), Naturforscher der Aufklärung.
- Christoph von Tschirnhaus, um 1554 königlicher Appellationsrat in Prag.
- Conrad von Tschirnhaus auf Grunau, um 1716 Kanzler und Landesältester der Fürstentümer Schweidnitz und Jauer[8]
- Friedrich von Tschirnhaus († ~1615), Inhaber der Herrschaft Schönfeld in der Grafschaft Glatz
- Sigmund von Tschirnhaus, 1721 Majoratsherr auf Nieder Baumgarten, k. k. Kämmerer und Deputierter[9]
- Johann von Tschirnhaus († 1631), kaiserlicher Hofkriegsrat, Mundschenk und Oberst[10]